# Erich Maria Remarque
Erich Maria Remarque (n. Erich Paul Remark; n. 22 iunie 1898, Osnabrück, Imperiul German – d. 25 septembrie 1970, Locarno, Cantonul Ticino, Elveția) a fost un scriitor german, unul din cei mai cunoscuți și populari autori de literatură germană din secolul al XX-lea. Multe din operele sale au fost ecranizate de-a lungul timpului.

## Biografie
Erich Paul Remark s-a născut în maternitatea din Osnabrück. Părinții săi au fost legătorul de cărți Peter Franz Remark și Anna Maria Remark, născută Stallknecht. A învățat la școala populară din Osnabrück (între anii 1904 -1912), apoi la Seminarul Pedagogic Catolic, până în anul 1915, când, din cauza războiului, a fost nevoit să-și întrerupă studiile, pe care le-a reluat în ianuarie 1919 și le-a finalizat în iunie același an.
La 21 noiembrie 1916 a fost recrutat în batalionul de rezervă al Regimentului de infanterie 78 și trimis pe Frontul de Vest. La 31 iulie 1917 a fost rănit la piciorul stâng, la brațul drept și la gât de schijele unei grenade și, apoi, internat la spitalul militar din Duisburg, unde rămâne până în 31 octombrie 1918. La 5 ianuarie 1919 părăsește armata, renunță la medalii și decorații (în 1918 primise decorația Crucea de Fier clasa întâi).
Din 1 august 1919 până la 20 noiembrie 1920, cu mici întreruperi, a activat ca profesor în mai multe școli catolice, apoi, exercită câteva profesii temporare: ziarist, contabil, comis voiajor, angajat la pompe funebre și organist. Din martie 1921 se dedică scrisului (critică, publicistică, proză, scenariu) fiind, printre altele, editor la revista Sport im Bild. La 14 octombrie 1925 s-a căsătorit pentru prima dată cu dansatoarea Ilse Jutta Zambona. Cei doi au divorțat în 4 ianuarie 1930 și s-au recăsătorit în 1938. 
Remarque a fost preocupat de literatură și filosofie, fiind atras de concepțiile lui Nietzsche. În 1920 publică primul său roman, Cuibul visurilor (în Die Traumbude). Vor urma alte numeroase scrieri cu temă pacifistă. Cel mai mare succes al său a fost romanul Pe Frontul de Vest nimic nou (Im Westen nichts Neues), în care a descris ororile Primului Război Mondial. Romanul, publicat în 1929, a fost vândut în 15 milioane de exemplare și tradus, de-a lungul timpului, în 42 de limbi; acest roman a inspirat un film de succes în 1930, câștigător a două Premii Oscar. După nici trei ani, cartea și filmul au fost interzise de regimul nazist, pe motiv că ar aduce prejudicii națiunii germane.
Filosofia pacifistă a lui Remarque îi irită pe conservatorii și pe naziștii din Germania. În 1932 scriitorul emigrează în Elveția, stabilindu-se la Ascona. În 1933, anul venirii la putere a naziștilor, aceștia îi ard cărțile în  public. Scriitorul continuă să publice, însă în 1938 i se retrage cetățenia germană. În 1939 a emigrat în SUA. Soția, fiindu-i refuzată intrarea în SUA, se stabilește în Mexic.
În 1943 sora sa, croitoreasa Elfriede Scholz, a fost condamnată la moarte și executată de naziști.
În anul 1947 E. M. Remarque a obținut cetățenia SUA. În 1948 s-a întors în Europa, stabilindu-se din nou în Elveția, unde a scris romanul Scânteia vieții, în memoria surorii sale. Acțiunea romanului publicat în 1952 se petrece într-un lagăr de concentrare (sora scriitorului fusese închisă și ucisă de naziști într-un asemenea lagăr). Romanul său Soroc de viață, soroc de moarte (1954) a fost cenzurat de editura germană care l-a publicat, eliminând scenele despre atrocitățile comise de naziști în țările ocupate, în timpul celei de-a doua conflagrații mondiale. Remarque a continuat să publice până în 1962. În ultima parte a vieții a călătorit mult în Franța, Italia, SUA. În perioada 1958-1970 a fost căsătorit cu Paulette Goddard, o actriță americană (decedată în 1990). 
În 1963 Remarque a suferit primul atac cerebral. Al șaselea atac îi este fatal, murind pe 25 septembrie 1970 în spitalul Saint Agnes din orașul Locarno din Elveția.

## Remarque și lupta pentru pace
În anul 1931 E. M. Remarque a fost nominalizat pentru Premiul Nobel pentru Pace pentru romanul său Pe frontul de vest nimic nou (1929), în care descrie o imagine realistă a ororilor războiului. Asociația Ofițerilor Germani (Deutscher Officier-Bund) a protestat contra acestei propuneri susținând că romanul este o ofensă gravă adusă armatei germane și soldaților germani. Tot în 1931 Remarque a fost nominalizat și pentru Premiul Nobel pentru Literatură.
Orașul Osnabrück a instituit în 1991 „Premiul Erich Maria Remarque pentru Pace” (Erich-Maria-Remarque-Friedenspreis) care este atribuit în fiecare an în săptămâna corespunzătoare nașterii scriitorului.
În 1996 primăria orașului Osnabrück și Universitatea din Osnabrück au înființat „Centrul pentru pace Erich Maria Remarque” (Erich Maria Remarque-Friedenszentrum).

## Libretul de operă
În anul 1999, Nancy Van de Vate a scris libretul operei în 3 acte All quiet on the Western front. Prima reprezentare a operei în versiune engleză a avut loc la New York City Opera (SUA), la 8 mai 2003. Prima reprezentare a acestei opere, în versiune germană, a avut loc la Osnabrück, în 8 septembrie 2003.

## Opera
Printre cele mai importante romane se numără: 
- (1916) Din bucuriile și tristețile tinereții;
- (1920) Cuibul visurilor (Die Traumbude);
- (1929) Nimic nou pe frontul de vest (Im Westen nichts Neues) - romanul a fost ecranizat pentru prima oara în 1930 cu titlul All Quiet on the Western Front în regia lui Lewis Milestone și a obținut Premiul Oscar pentru cel mai bun film;
- (1931) Întoarcerea (Der Weg zurück); - ecranizat ca The Road Back (1937), regia James Whale; cu actorii Noah Beery, Jr. și Richard Cromwell.

- (1936) Trei camarazi (Drei Kameraden);
- (1939) Iubește pe aproapele tău (Liebe deinen Nächsten);
- (1945) Arcul de triumf (Arc de Triomphe);
- (1954) Soroc de viață și soroc de moarte (Zeit zu leben und Zeit zu sterben) - roman ecranizat în 1958, cu titlul A Time to Love and a Time to Die în regia lui Douglas Sirk;
- (1956) Obeliscul negru (Der schwarze Obelisk);
- (1961) Cerul nu iartă pe nimeni (Der Himmel kennt keine Günstlinge);
- (1962) Noapte în Lisabona (Die Nacht von Lissabon); traducere ed. Polirom, Iași, 2016
- (1970) Pământul făgăduinței (Das gelobte Land);
- (1971) Umbre în paradis (Schatten im Paradies) - postum.

## Legături externe
- Publicații de și despre Erich Maria Remarque în catalogul Helveticat al Bibliotecii Naționale Elvețiene
- Multilingual pages about Erich Maria Remarque
- Erich Maria Remarque la Find a Grave
- German Language Guide to the Remarque papers at NYU's Fales Library
- Opere de sau despre Erich Maria Remarque la Internet Archive
- Materiale selecționate din ziare despre  Erich Maria Remarque în 20th Century Press Archives din cadrul Bibliotecii Naționale de Economie din Germania (ZBW)